# Горда
Го́рда (рос. Горда) — село у складі Приаргунського округу Забайкальського краю, Росія.

## Населення
Населення — 102 особи (2010; 158 у 2002).
Національний склад (станом на 2002 рік):
- росіяни — 97 %